# 米公街道
米公街道，是中华人民共和国湖北省襄阳市樊城区下辖的一个乡镇级行政单位。

## 行政区划
米公街道下辖以下地区：
友谊街回族社区、十字街社区、立业路社区、星月社区、大庆西路社区、朝晋门社区、韩庄社区、朝虹社区和解放西路社区。